# Sort code
Sort Code è il nome attribuito dal settore bancario britannico e irlandese ai codici bancari che vengono utilizzati per i bonifici tra banche all'interno dei rispettivi Paesi tramite i rispettivi organismi di compensazione. 
In Irlanda è denominato NSC (National Sort Code) ed è regolato dalla IPSO (Irish Payment Services Organisation) . 
Anche se i codici di ordinamento in entrambi i Paesi hanno lo stesso formato, essi sono disciplinati da autorità diverse, poiché ogni Paese ha il proprio sistema bancario. 
Le banche dell'Irlanda del Nord possono appartenere sia al sistema bancario britannico sia a quello irlandese, a seconda del loro Paese di immatricolazione.
Il Sort Code è un numero a sei cifre, formattato di solito da tre coppie di numeri (es. 12-34-56). Esso identifica la banca e l'agenzia in cui è aperto il conto. In alcuni casi, la prima cifra del codice identifica la banca, in altri casi essa è identificata dalle prime due cifre. Anche se vi è una forte correlazione tra BIC e Sort Code, quest'ultimo non corrisponde esattamente al codice BIC (anche se è codificato nel codice IBAN) .

## Storia
I Sort Code a sei cifre sono stati introdotti negli anni Sessanta nel corso di un processo scaglionato, nell'ambito dell'automazione del settore bancario. In precedenza, per facilitare il trattamento manuale degli assegni, si utilizzava un 'codice nazionale' composto da un minimo di tre fino a un massimo di cinque cifre. Alla banca era attribuito un numero principale, in ordine alfabetico; Lloyds Bank, per esempio era il numero 3, alla National Provincial era stato assegnato il numero 5, alla Martins l'11.
Per facilitare il passaggio a una a sei cifre, è stata mantenuta la struttura dei codici nazionali, ma dove c'era una sola cifra per identificare la banca, si è passati a due cifre (es. per Barclays si è passati da 2 a 20, per Midland da 4 a 40, ecc.)